# Sangō shiiki
Le Sangō shiiki (三教指帰) est une allégorie dialectique écrite par Kūkai en 797. Il s'agit de la plus ancienne critique idéologique comparative japonaise.
À l'époque de sa rédaction, son auteur a vingt-quatre ans. C'est son premier ouvrage.

## Contenu
Le texte est en trois volumes. Il est écrit dans un style dialectique qui sert à Kūkai pour comparer et critiquer le confucianisme, le taoïsme et le bouddhisme. Les tenants de chaque école de pensée tentent d'éduquer Tokaku, un neveu à la vie dissolue. Dans le premier volume, Kibō fait une conférence sur le confucianisme. Dans le deuxième volume, Kyobō Inji critique le confucianisme du point de vue taoïste et finalement, dans le troisième volume, Kamei Kotsuji critique le taoïsme de la position bouddhiste. La conclusion est que le bouddhisme est la religion supérieure.

## Personnages
Les principaux personnages apparaissant dans le texte sont basés sur des personnes réelles :
- Kamei Kotsuji : Kūkai lui-même ;
- Tokaku : clan Saeki (佐伯氏?) ;
- Kibō : Ato no Ōtari (阿刀大足?) ;
- Kyobō : peu clair mais semble basé sur Sima Xiangru.